# Mario + Rabbids Kingdom Battle
Mario + Rabbids Kingdom Battle er et strategispil udviklet og udgivet af Ubisoft til Nintendo Switch. Spillet er en crossover af spilserierne Super Mario fra Nintendo og Raving Rabbids fra Ubisoft, og har spiltilstande for både en og flere spillere. Spilleren styrer Mario, hans venner og en gruppe af Rabbids, der har klædt sig ud som dem. Disse beskæftiger sig med følgerne af en pludselig invasion af en gruppe Rabbids, der ved et uheld har misbrugt en kraftfuld opfindelse og bragt kaos til Mushroom Kingdom.
Mario + Rabbids Kingdom Battle blev udviklet af Ubisofts afdelinger i Paris og Milano, mens musikken i spillet blev komponeret af Grant Kirkhope. Det blev udgivet i Europa og Nordamerika den 29. august 2017 af Ubisoft, mens Nintendo udgav spillet i østasiatiske lande den 18. januar 2018. Spillet blev mødt med generelt gunstig modtagelse fra kritikere, som roste spilmekanikerne, dybden og grafikken i spillet.

## Ekstern henvisning
- Officiel hjemmeside